# فولفغانغ ليبرت
فولفغانغ ليبرت (بالألمانية: Wolfgang Lippert)‏ (و. 1937 – م) هو عالم نبات من ألمانيا .

## جوائز
حصل على جوائز منها:
- صليب وسام الاستحقاق من جمهورية ألمانيا الاتحادية.